# 罗伯特·蓝辛
罗伯特·藍辛（1864年10月17日—1928年10月30日），美国法學家、律师、政治家，曾任美国国务卿。《蓝辛-石井协定》的当事人。
1915年-1920年之间任美国国务卿。1917年在中国対德关系问题上，蓝辛担心激怒日本，所以不赞成在中美合作的框架下鼓励中国参战。与当时美国驻华公使芮恩施发生严重的外交策略分歧。1919年巴黎和会上，蓝辛认为大战已经结束，应当停止绥靖日本，支持把德国在华权益归还中国，而不是转交日本。